# エンジェル ウォーズ (漫画)
『エンジェル ウォーズ』は、真崎春望による日本のファンタジー漫画作品。

## 概要
秋田書店『ボニータ』に連載されていた。1990年10月から1993年11月までに単行本全10巻が発売されて、2009年に祥伝社から文庫本全4巻が発売されている。
地球と一体化したアリエルは『聖痕－スティグマ－』の主人公・瑠璃や陰謀に傷つく人々を導き、子供を得ることが出来なかった天瀬万梨と大鵬伽邪人はラストで瑠璃と霧の子ルキアの養父母となる。
作者の構想では、『エンジェル ウォーズ』→『聖痕－スティグマ－』→『エンジェル ウォーズ “エデン”』となる。

## あらすじ
光の天使アリエル、魔王ルシファーと闇の天使・大鵬伽邪人が神の書「いのちの書」を奪うために、「いのちの書」の魂を持つ少女・天瀬万梨を追う。野望と復讐にして、運命の天使戦争を展開した。しかし、アリエルが知らされていない事実があった。実は伽邪人は人間であり、天瀬の「運命（エデン）の恋人」だったのだ。後にその事実を知ってショックのあまりルシファーの誘惑により闇の天使と化すが、紆余曲折の末に光の天使にに戻り、エンジェル・ウォーズにより荒廃した地球を再生させるべく地球に宿るのだった。

## 登場人物

### 主要人物
天瀬万梨（あませ まり）
主人公。至聖学園高等部の1年生の女子高生。一見、栗色の髪と優しい目をしている普通の女の子だが、実は魂に神の書いのちの書を持ち、人類の運命を左右する力を持っている。心優しく、慈悲深い性格。伽耶人とアリエルの間で揺れることになる。父は彼女が産まれる前に亡くなった。
アリエル
光の天使。人間界では「アリエル・ルブラン」と名乗り、天瀬の学校でフランス語教師を務める。師である大天使長ミカエルにより「いのちの書」を奪還すべく天瀬の愛を得よと遣わされるが、実は天瀬と相争う敵である筈の伽邪人が「エデンの恋人」だと目の当たりにして深く傷つき、ルシファーの元に去ってしまい闇の天使と化す。
大鵬伽邪人（おおとり かやと）
至聖学園高等部の1年生の不良少年。幼い頃に両親を失う。アリエルと「いのちの書」を巡り戦う闇の天使として現れるが、実は人間。幼い頃、天瀬の「エデンの恋人」だと知ったルシファーに誘拐されて記憶を消され、闇の天使としての力を与えられていた。

### 魔界
ルシファー
魔界の絶対的権力者である魔王。迷宮の氷地獄に住み、氷を操る。冷酷な性格で人心掌握に長ける卑劣漢。伽耶人を気に入っており、天瀬からいのちの書を奪うように命を下す。かつては天使長だったが神に逆らい、戦いを挑んでしまったために魔王になってしまった。
ラザ
ルシファーに仕える魔女。すぐカッとなりやすい性格。伽耶人のことが好きで、天瀬に対抗心を抱く。伽耶人を手に入れるためならばルシファーを裏切っても構わないとすら思っている。
ワータ
魔界で伽耶人と共にルシファーに仕えた5人のうちの一人。風を操る悪魔。天瀬の影響を受け悪魔との契約を破り裏切り者となった伽耶人に制裁を加えるべくしてやってきてそのまま氷の短剣を突き刺した。
アータル
魔界で伽耶人と共にルシファーに仕えた5人のうちの一人。炎を操る悪魔。利己的な性格で単身で伽耶人を捕らえるべく人間界にやってきた。人間に取り憑き、その人間を放火魔へと変貌させた。
マーフ
魔界で伽耶人と共にルシファーに仕えた5人のうちの一人。かつては月の天使だった。ルシファーの参謀でずる賢く計算高い。ルシファーに気に入られていた伽耶人が気に入らず、彼を失脚させるために、あえてラザを使いルシファーの後継者の座を狙う。
ザム
魔界で伽耶人と共にルシファーに仕えた5人のうちの一人。地上の大地を操る悪魔。数千年という長きに渡ってルシファーに仕えているため、ルシファーを理解している数少ない存在である。伽耶人を弟のようにか可愛がっていた。

### その他
ミカエル
天使界の主の大天使でアリエルの上司。アリエルにいのちの書を取り戻すように命じる。悪魔の野望から天使界、人間界を守ろうという名目を掲げていたが実はルシファー救済を目的としていた。
平井 良二（ひらい りょうじ）
至聖学園高等部に勤める教師。人間界でアリエルのサポートをしている。かつては天使で大天使・ヨフィエルに仕えておりいのちの書が納められた神の書庫を管理していた。禁書であるいのちの書に興味を持ってしまったことから悪魔につけ入られてしまい、それによって堕天し、人間に転生する。
結城 保子（ゆうき やすこ）
至聖学園高等部1年。ショートカットが特徴。天瀬と仲の良い大親友で彼女の悩みにも理解を示す。普段は同じ寮で生活しており、何かと天瀬を気をかけている。
天瀬の母
天瀬の母親。多忙な美術評論家で家を空けることが多い。しかし娘を心から信頼し、強く愛している。天瀬を身篭っている時に事故にあい、その事故で夫を失った。

## 書誌一覧
単行本
- 『エンジェル ウォーズ』（原作：真崎春望、秋田書店 - ボニータコミックス、全10巻）

1. 1990年10月発行、ISBN 978-4-25-309384-2
2. 1991年3月発行、ISBN 978-4-25-309385-9
3. 1991年7月発行、ISBN 978-4-25-309386-6
4. 1991年11月発行、ISBN 978-4-25-309387-3
5. 1992年2月発行、ISBN 978-4-25-309388-0
6. 1992年6月発行、ISBN 978-4-25-309389-7
7. 1992年11月発行、ISBN 978-4-25-309390-3
8. 1993年2月発行、ISBN 978-4-25-309391-0
9. 1993年6月発行、ISBN 978-4-25-309392-7
10. 1993年11月11日発行、ISBN 978-4-25-309393-4

文庫本
- 『エンジェル ウォーズ』（原作：真崎春望、祥伝社 - 祥伝社コミック文庫、全4巻）

1. 2009年8月5日発行、ISBN 978-4-39-638069-4
2. 2009年9月15日発行、ISBN 978-4-39-638071-7
3. 2009年11月15日発行、ISBN 978-4-39-638072-4
4. 2010年1月8日発行、ISBN 978-4-39-638073-1